# Dieter Büddefeld
Dieter Büddefeld (* 12. Februar 1960 in Wetzlar) ist ein deutscher Beamter. Er war von 2011 bis 2018 Leiter des Verfassungsschutzes Schleswig-Holstein und davor von 2004 bis 2011 Leiter des Landeskriminalamtes Brandenburg.

## Leben
Nach dem Abitur und einjährigem Dienst bei der Polizei Hessen wechselte er 1979 zum Bundeskriminalamt und absolvierte dort die Ausbildung für den gehobenen Kriminaldienst. Nach mehreren Verwendungen im Bundeskriminalamt und einem Studium der Rechtswissenschaften an der Rheinischen Friedrich-Wilhelms-Universität in Bonn absolvierte er von 1990 bis 1992 die Ausbildung für den höheren Polizeivollzugsdienst an der Polizei-Führungsakademie in Münster-Hiltrup (jetzt Deutsche Hochschule der Polizei).
Nach mehreren Verwendungen als Referent und Referatsleiter innerhalb der Abteilung Staatsschutz des Bundeskriminalamts wechselte Büddefeld 1999 als Dozent an der Polizei-Führungsakademie in Hiltrup. 2002 kehrte er zum Bundeskriminalamt zurück und wurde Referatsleiter und stellvertretender Referatsgruppenleiter, bevor er 2004 als Fachbereichsleiter für Polizeiliches Management erneut an die Polizei-Führungsakademie zurückkehrte.
Im September 2004 wechselte er nach Brandenburg, wo er die Leitung des Landeskriminalamts übernahm, die er bis 2011 zur Auflösung des LKA als eigenständige Landesoberbehörde und Integration in das Polizeipräsidium Brandenburg innehatte.
Im Oktober 2011 wurde Büddefeld Leiter des Verfassungsschutzes Schleswig-Holstein. Am 20. August 2018 wurde er im Amt eines Ministerialdirigenten beurlaubt, seiner Aufgaben entbunden und ein Disziplinarverfahren gegen ihn eingeleitet. Gleichzeitig wurde strafrechtliche Ermittlungen eingeleitet. Das Strafverfahren wurde im August 2019 gegen die Zahlung von 2.000 Euro an den Kinderschutzbund eingestellt. Büddefeld kehrte nach Beendigung seiner Beurlaubung nicht an die Spitze des Verfassungsschutzes zurück, er übernahm zum Februar 2020 nach Angaben des Schleswig-Holsteinischen Innenministeriums „die Verantwortung für ein Projekt zur Erarbeitung eines Präventionskonzeptes zu Reichsbürgern“.